# Zara (przedsiębiorstwo)

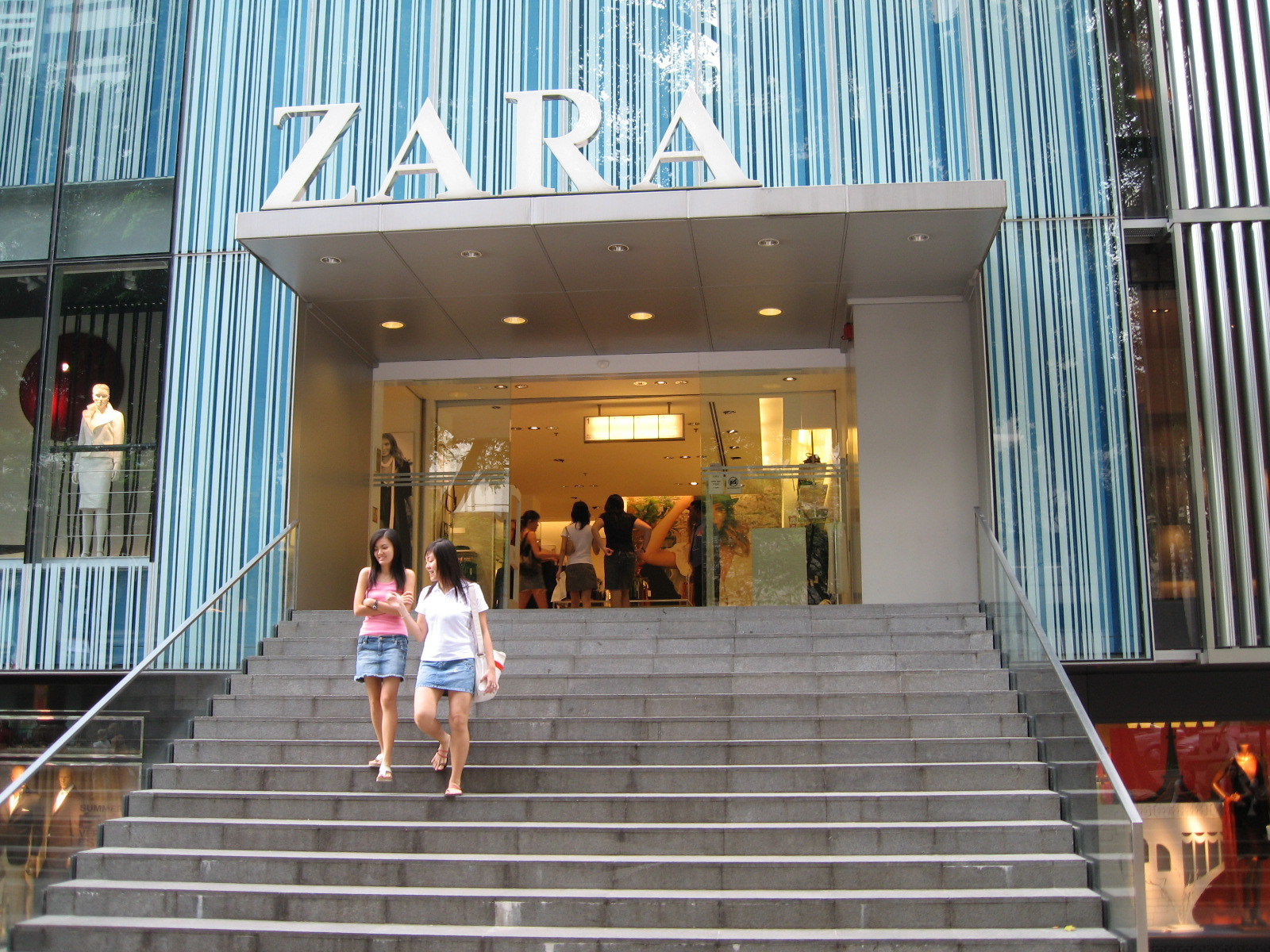
Sklep Zary w Singapurze

Zara (ˈθaɾa) – hiszpańskie przedsiębiorstwo należące do grupy Inditex. Główna siedziba spółki mieści się w La Coruñi, gdzie w 1975 roku otwarto pierwszy sklep tej marki.
Inditex jest rozwijającą się firmą odzieżową, która posiada ponad 2700 sklepów w 60 państwach. Jej założycielem jest Amancio Ortega, najbogatszy Hiszpan i zarazem jeden z najbogatszych ludzi na świecie według amerykańskiego miesięcznika Forbes. Zastąpił kilkumiesięczne terminy realizacji zamówień terminami 14-dniowymi (od projektu do umieszczenia towarów w sklepie). Z czasem wprowadził jeszcze kilka kontrowersyjnych zmian w sposobie zarządzania firmą. Marką Zara opatrzonych jest ponad 650 sklepów w 50 państwach, których obroty sięgają około 5 miliardów dolarów. W swojej ofercie posiada kilkanaście tysięcy produktów.